# 博龙
博龙（法語：Boron，法語發音：[bɔʁɔ̃]）是法国勃艮第-弗朗什-孔泰大区贝尔福地区省的一个市镇，属于贝尔福区。

## 地理
博龙（47°33'40"N, 7°0'37"E）面积6.05 平方千米，位于法国勃艮第-弗朗什-孔泰大區贝尔福地区省，该省份为法国东北部内陆省份，东临上莱茵省，北起孚日省，西接上索恩省，南与杜省和瑞士接壤。
与博龙接壤的市镇（或旧市镇、城区）包括：韦莱斯科、法沃鲁瓦、弗洛里蒙、格朗维拉尔、格罗讷、容什雷。

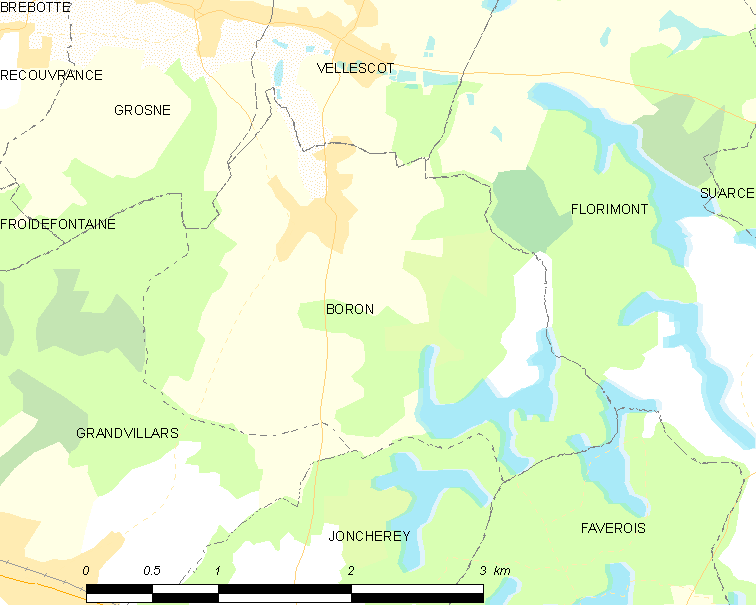
博龙的OSM定位图

博龙的时区为UTC+01:00、UTC+02:00（夏令时）。

## 行政
博龙的邮政编码为90100，INSEE市镇编码为90014。

## 政治
博龙所属的省级选区为格朗维拉尔县。

## 人口

1962-2008年间博龙人口变化图示

博龙于2022年1月1日时的人口数量为490人。